# Trémel
Trémel é uma comuna francesa na região administrativa da Bretanha, no departamento Côtes-d'Armor. Estende-se por uma área de 11,85 km². Em 2010 a comuna tinha 414 habitantes (densidade: 34,9 hab./km²).